# Oil India Limited
Oil India Limited (OIL) é uma companhia petrolífera estatal, sediada em Assam, Índia.

## História
A companhia foi estabelecida em 1887, como Burmah Oil Company Limited.